# Akbar Ismatullaev
Akbar Ismatullaev là một cầu thủ bóng đá người Uzbekistan thi đấu ở vị trí hậu vệ.

## Sự nghiệp
Anh thi đấu cho Pakhtakor kể từ năm 2010.

## Danh hiệu

### Câu lạc bộ
Pakhtakor
- Giải bóng đá vô địch quốc gia Uzbekistan (2): 2012, 2014
- Cúp bóng đá Uzbekistan (1): 2011